# Calodium hepaticum
Capillaria hepatica
Espèce
Synonymes
- Trichocephalus hepaticus Bancroft, 1893 (protonyme)
- Trichosoma hepaticum (Bancroft, 1893)
- Capillaria hepatica (Bancroft, 1893)
- Hepaticola hepatica (Bancroft, 1893)

Calodium hepaticum, souvent appelé Capillaria hepatica, est une espèce de nématodes de la famille des Capillariidae. Cette espèce est l'agent de la capillariose hépatique des mammifères, et peut très rarement parasiter l'humain. Son cycle parasitaire peut être accompli à travers une seule espèce, mais l'espèce est hétéroxène, les œufs pondus dans le foie d'un premier hôte devant se développer en dehors de cet organe avant de pouvoir infecter un nouvel hôte et se développer en vers adultes. Ainsi, la mort du premier hôte et sa consommation par un autre animal est nécessaire pour que le nématode puisse boucler son cycle parasitaire.

## Description

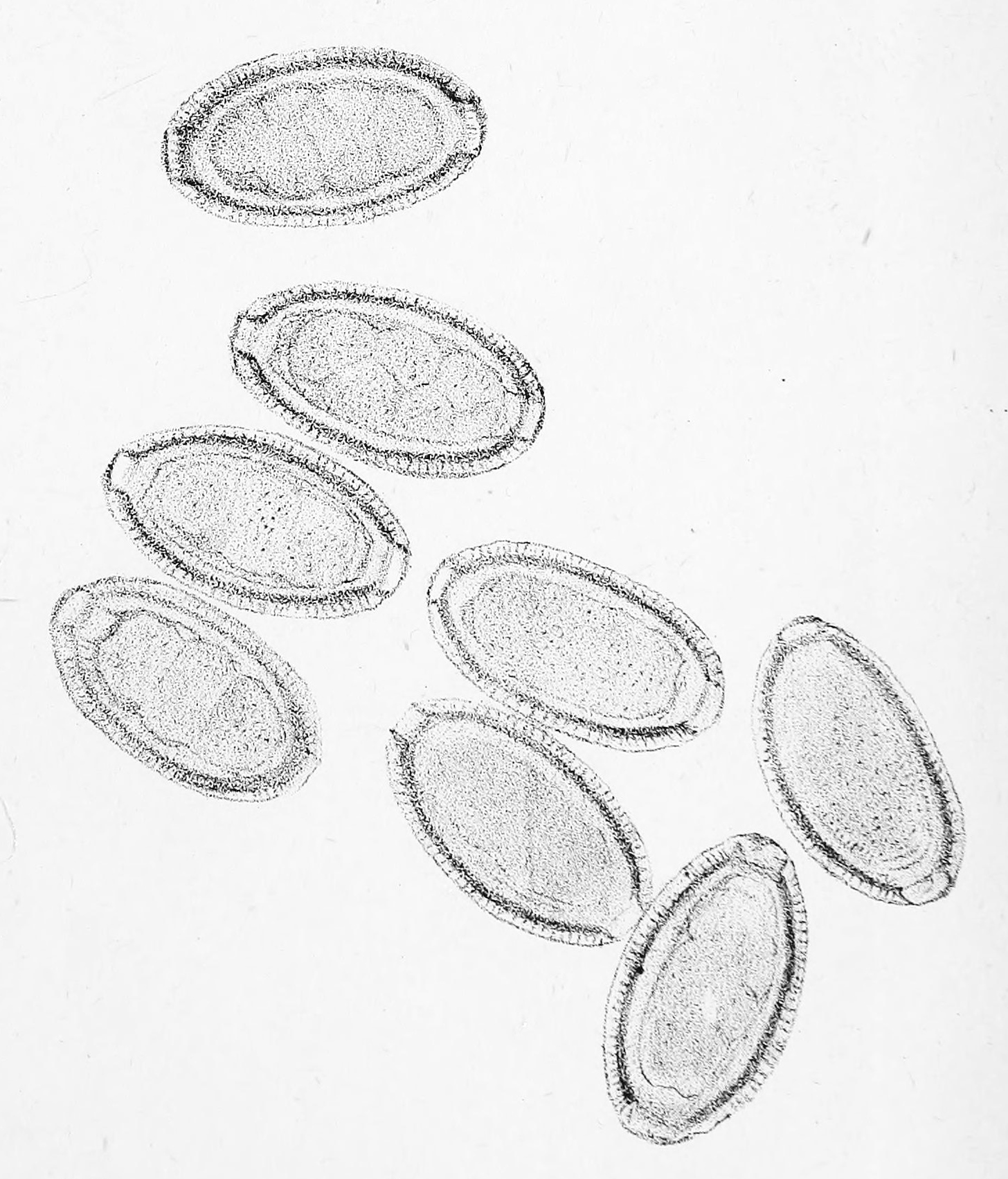
Œufs de Calodium hepaticum.

La femelle mesure entre 53 et 78 mm de long pour 0,11 à 0,20 mm ; le mâle est bien plus petit et mesure entre 24 et 37 mm de long pour 0,07 à 0,10 mm de large. Les œufs ont une forme de citron, comme ceux de Trichuris trichiura, mais sont plus petits, mesurant 48-66 × 28-36 μm, et leur coque extérieure est criblée de nombreux minipores.
L'œsophage est long, représentant la moitié du corps chez la femelle et le tiers chez le mâle. Ce dernier porte un spicule et une gaine spiculaire.

## Cycle parasitaire
Ce nématode parasite le foie de ses hôtes définitifs, souvent des rongeurs ou des lagomorphes. La reproduction accomplie, des centaines d'œufs ne sortent pas activement de l'hôte définitif, mais restent dans le parenchyme hépatique jusqu'à la mort de l'hôte et sa décomposition ou sa prédation,. Dans le premier cas, les œufs sont relâchés dans l'environnement où ils s'embryonnent et deviennent alors infectieux. Dans le second cas, les œufs que le prédateur ingère ne sont pas embryonnés et ressortent dans les excréments. Par ce mécanisme, le cannibalisme joue un rôle important dans la dispersion et la transmission du parasite chez les rongeurs. L'embryonnement des œufs nécessite de l'air et un sol humide, et prend environ un mois dans de bonnes conditions. Les œufs embryonnés ingérés par un hôte mammifère adapté éclosent dans le cæcum, et les larves perforent la paroi cæcale pour rejoindre le foie par le système porte. Les larves se développent en vers adultes en quatre semaines environ et la reproduction a lieu. Les femelles meurent après plusieurs semaines et de nombreux œufs sont alors relâchés.

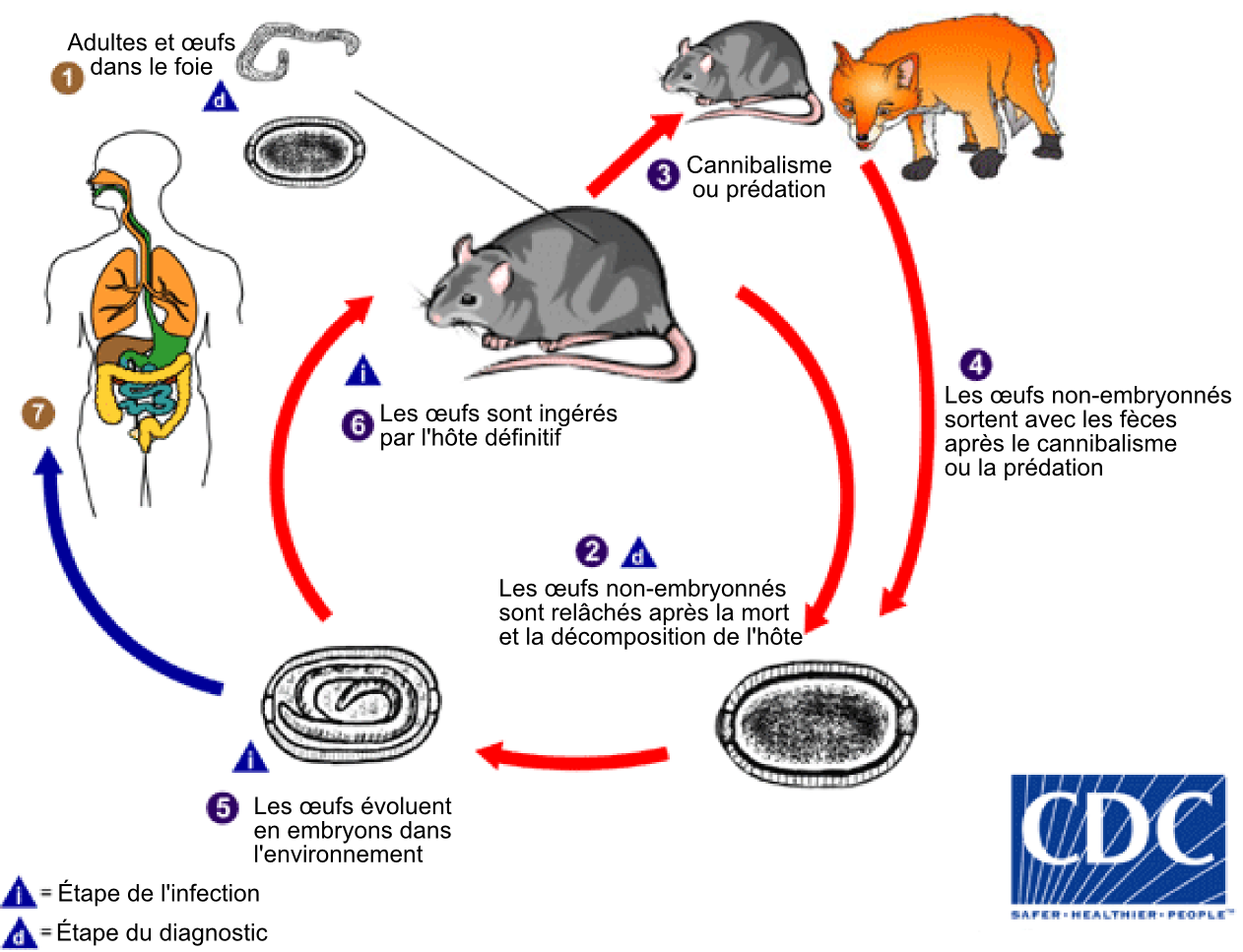
Cycle parasitaire de Calodium hepaticum, selon le Centre pour le contrôle et la prévention des maladies.

Chez l'humain, les larves migrent parfois dans les poumons, les reins ou d'autres organes, et des œufs ont aussi été retrouvés dans les selles, indiquant l'ingestion d'œuf non-embryonnés et pas une infection réelle. Le diagnostic se fait par analyse de biopsie où œufs et adultes peuvent être trouvés ou lors d'une autopsie. De manière marginale, il a été montré que les mouches pouvaient jouer le rôle de vecteur mécanique des œufs : chez des diptères de l'espèce Chrysomya megacephala collectées dans les bidonvilles de Manille (Philippines), 0,005 % des insectes portaient des œufs de Calodium hepaticum sur leur surface corporelle. Une étude menée sur les insectes trouvés sur les cadavres de rats du zoo de Baltimore, où la prévalence de C. hepaticum est proche de 100 % chez les rongeurs, a montré que seules deux espèces de coléoptères (Saprinus oregonensis et Silpha noveboracensis) portaient les œufs du nématode.

## Hôtes et prévalence
Calodium hepaticum est connu de nombreuses espèces de rongeurs (par exemple de genres Apodemus, Arvicanthis, Arvicola, Spermophilus, Cricetulus, Microtus, Ondatra et Rattus), de lagomorphes (Lepus et Oryctolagus), mais peut aussi parasiter une grande diversité de mammifères sauvages ou domestiques (Felis, Canis), et des primates, dont l'humain.
Aux Philippines, chez des rats sauvages, un prévalence de 100 % a été rapportée. En Australie, l'espèce est connue chez trois espèces de rongeurs (Mus domesticus, Rattus rattus et R. norvegicus). Chez l'humain, ce nématode est très rare avec une quarantaine de cas signalés, qui résultent de transmission zoonotique, par ingestion d'œufs embryonnés présents dans les déjections de rongeurs et contaminant la nourriture, l'eau ou le sol, ou parfois par consommation du foie infecté de ces animaux mais plus généralement par ingestion d'œufs embryonnés dans l'environnement. Une étude publiée en 2005 et menée dans le canton de Genève, en Suisse, indique que la prévalence de Calodium hepaticum était de 7 % (20 % au sein de foyers de contagion) chez le Mulot à collier (Apodemus flavicollis), de 5,2 % (19 % au sein de foyers de contagion) chez le Campagnol roussâtre (Myodes glareolus) et de 0,2 % (4 % au sein de foyers de contagion) chez le Campagnol terrestre (Arvicola terrestris scherman).

## Répartition
Calodium hepaticum est une espèce à répartition cosmopolite.

## Taxinomie
L'espèce est décrite en 1893 par le médecin et naturaliste Thomas L. Bancroft, sous le protonyme Trichocephalus hepaticus, et d'après des spécimens trouvés dans le foie du Rat brun (Rattus norvegicus). En 1898, le zoologiste français Alcide Railliet déplace l'espèce dans le genre Trichosoma, en 1915, le zoologiste brésilien Lauro Pereira Travassos la place dans le genre Capillaria et en 1916, l'américain Maurice C. Hall la place dans le genre Hepaticola. En 1982, le parasitologiste tchèque František Moravec déplace l'espèce dans son genre actuel, Calodium.